# Anita Lipnicka

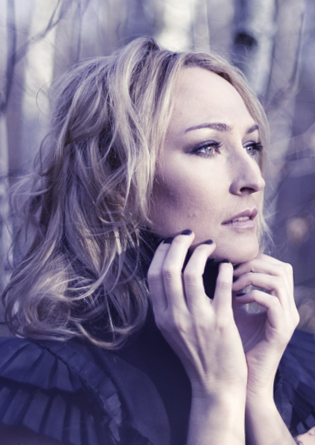
Anita Lipnicka (2011)

Anita Lipnicka (* 13. Juni 1975 in Piotrków Trybunalski) ist eine polnische Sängerin und Liedtexterin.

## Karrierestationen
Im Alter von 15 Jahren wurde Anita ein Model, wodurch sie unter anderem Japan und Sibirien besuchte. Als Vokalistin debütierte sie in einem Krakauer Kabarett der Gruppe Rafał Kmity und erkannte dort ihr Gesangstalent. Kurze Zeit später gründete sie ihre erste Band Certificado und absolvierte mit ihr gemeinsam erste Auftritte. Dabei begann sie auch an ersten eigenen Songs zu schreiben.
Während eines Auftritts ihrer Band in Łódź traf sie dort auf die Lokalband Varius Manx, die zu der Zeit nur instrumentale Stücke spielte. Beide Seiten waren schnell voneinander angetan, sodass Anita 1993 schließlich Leadsängerin bei der Gruppe wurde, was in dem ersten gemeinsamen Album Emu fruchtete und die Band nebst Anita zu nationalem Erfolg führte. Das Album erreichte im Frühling 1994 Platinstatus. Im selben Jahr gewann die Gruppe das Musikfestival von Sopot und Emu wurde von den polnischen Ausgaben der Jugendzeitschriften Bravo und Popcorn zum Album des Jahres gewählt. Ebenfalls 1994 beteiligte sich Lipnicka am Album Abrasax der erfolgreichen polnischen Gruppe De Mono, auf dem sie mit dem Song Zaklęci w tańcu do końca świata zu hören ist.
April 1995 erschien das nächste Album Elf, das bereits am Erscheinungstag Goldstatus erreichte. Eine endgültige Popularität erfuhren Varius Manx und Anita Lipnicka, als Songs der Gruppe auch im erfolgreichen polnischen Spielfilm Młode Wilki als Teile des Soundtracks zu hören waren. Während die Band am Ende des Jahres noch zahlreiche Preise und Auszeichnungen erhielt, u. a. „Beste Band des Jahres“, entschloss sich Anita dem zum Trotz, Anfang 1996 die Band zu verlassen und eine Solokarriere zu starten.
So zog sie 1996 zunächst für zehn Monate nach London, wo sie die englische Sprache lernte und auch Tanzunterricht nahm. Im Londoner Livingstone Studio nahm sie ihr erstes Soloalbum Wszystko się może zdarzyć auf, das knapp 400.000-mal verkauft werden konnte.
Im März 1997 wurde Anita 5-mal für den polnischen Musikpreis Fryderyk ’96 nominiert. Kurz darauf kehrte sie nach London zurück, wo sie ihr zweites Album To co naprawdę aufnahm, das im Juni 1998 erschien und die Singleauskopplungen Historia jednej miłości, O niczym und Gin z tonikiem enthielt. Im selben Jahr gab sie auch ihr Schauspieldebüt im polnischen Film Pułapka, jedoch mit keinem nennenswerten Erfolg.
Oktober 2000 brachte Anita ihr drittes Soloalbum Moje oczy są zielone heraus, das wieder in Polen entstand und deren Komposition unter anderem von Edyta Bartosiewicz, Stefan Hellstrand, Mark Waterfield und Robert Amirian stammt, während die Texte größtenteils durch Lipnicka selbst entstanden.
Mit dem aus Staffordshire in England stammenden John Porter (* 15. August 1950), einem bereits seit vielen Jahren in Polen lebenden Musiker, mit welchem Anita schließlich auch eine bis heute andauernde Beziehung einging, arbeiteten beide erneut in London am mit Streichinstrumenten untermalten, gemeinsamen Album Nieprzyzwoite piosenki aus, das im November 2003 erschien.
September 2005 erscheint das zweite gemeinsame Album von Lipnicka und Porter, Inside Story, das erstmals englischsprachige Songs enthält und anders als sonst im Studio Metro in Slowenien entstand, als Anita bereits schwanger von John Porter war. Als Singleauskopplung wurde Hold On herausgebracht.
Am 23. Februar 2006 kam die gemeinsame Tochter von Anita Lipnicka und John Porter, Pola, zur Welt.
Im Februar 2008 wurde das dritte und derzeit letzte gemeinsame Album Goodbye veröffentlicht, welches wieder in polnischen Studios aufgenommen wurde, die Singleauskopplungen Old Time Radio und Lonesome Traveller enthielt und Goldstatus erreichte.
Im November 2008 war Anita Lipnicka auf einem Soloalbum des Produzenten Chris Eckman, Last Side of the Mountain, mit dem Song Who Will Light Your Path? zu hören.
November 2009 veröffentlichte Lipnicka in London erneut ein eigenes Soloalbum, Hard Land of Wonder, das wie ihre vorangegangenen Lieder seit 2005 ausschließlich englischsprachige Songs enthält.
Seitdem probiert sich Anita Lipnicka nun zunehmend als Musikproduzentin: Sie lädt Künstler und Bands aus England zum Studio ein, um gemeinsame Projekte auszuarbeiten und Erfahrungen zu sammeln.

## Diskografie

### Alben
| Jahr | Titel                     | Gruppe/Interpret            | Label                  | Mitwirkung             | Ausz.                |
| ---- | ------------------------- | --------------------------- | ---------------------- | ---------------------- | -------------------- |
| 1994 | Emu                       | Varius Manx                 | Zic Zac                | direkt beteiligt       | PL: ×4Vierfachplatin |
| 1994 | Abrasax                   | De Mono                     | Zic Zac                | nur teilweise          |                      |
| 1995 | Elf                       | Varius Manx                 | Zic Zac                | direkt beteiligt       | PL: ×5Fünffachplatin |
| 1996 | Wszystko się może zdarzyć | Anita Lipnicka              | Pomaton EMI            | vollständig            | PL: ×3Dreifachplatin |
| 1998 | To co naprawdę            | Anita Lipnicka              | Pomaton EMI            | vollständig            | PL: Gold             |
| 2000 | Moje oczy są zielone      | Anita Lipnicka              | Pomaton EMI            | vollständig            |                      |
| 2003 | Nieprzyzwoite piosenki    | Lipnicka & Porter           | Pomaton EMI            | direkt beteiligt       | PL: Platin           |
| 2005 | Inside Story              | Lipnicka & Porter           | Pomaton EMI            | direkt beteiligt       | PL: Gold             |
| 2006 | Other Stories             | Lipnicka & Porter           | Pomaton EMI            | direkt beteiligt       |                      |
| 2007 | Psychodelikatesy          | John Porter                 | Metal Mind Productions | nur indirekt/teilweise |                      |
| 2008 | Goodbye                   | Lipnicka & Porter           | Pomaton EMI            | direkt beteiligt       | PL: Gold             |
| 2009 | Hard Land Of Wonder       | Anita Lipnicka              | Pomaton EMI            | vollständig            | PL: Gold             |
| 2012 | W Siódmym Niebie          | Voice Band & Anita Lipnicka | Pomaton EMI            | direkt beteiligt       |                      |
| 2013 | Vena Amoris               | Anita Lipnicka              | Mystic Production      | vollständig            |                      |